# Mychajło Hłydżuk
Mychajło Hłydżuk (zm. w 1907) – ukraiński prawnik, działacz społeczny, poseł Sejmu Krajowego Galicji VIII kadencji.
Prezes sądu w Boryni. Członek Wydziału Krajowego w latach 1902-1907. Wybrany do Sejmu Krajowego w okręgu nr 20 Turka, zmarł w czasie kadencji. Na jego miejsce wybrano Josyfa Hanczakowskiego.